# 尤尼昂敦 (伊利諾伊州)
尤尼昂敦（英語：Uniontown）是位於美國伊利諾伊州諾克斯縣的一個非建制地區。該地的面積和人口皆未知。

## 地理
尤尼昂敦的座標為40°41′21″N 90°05′55″W / 40.68917°N 90.09861°W，而該地的平均海拔高度為208米（即682英尺）。